# سيث بورتر فورد
سيث بورتر فورد (بالإنجليزية: Seth Porter Ford)‏ هو طبيب أمريكي، ولد في 12 أكتوبر 1817 في واشنطن (كونيتيكت) في الولايات المتحدة، وتوفي في 19 نوفمبر 1866.